# Mit brennender Sorge

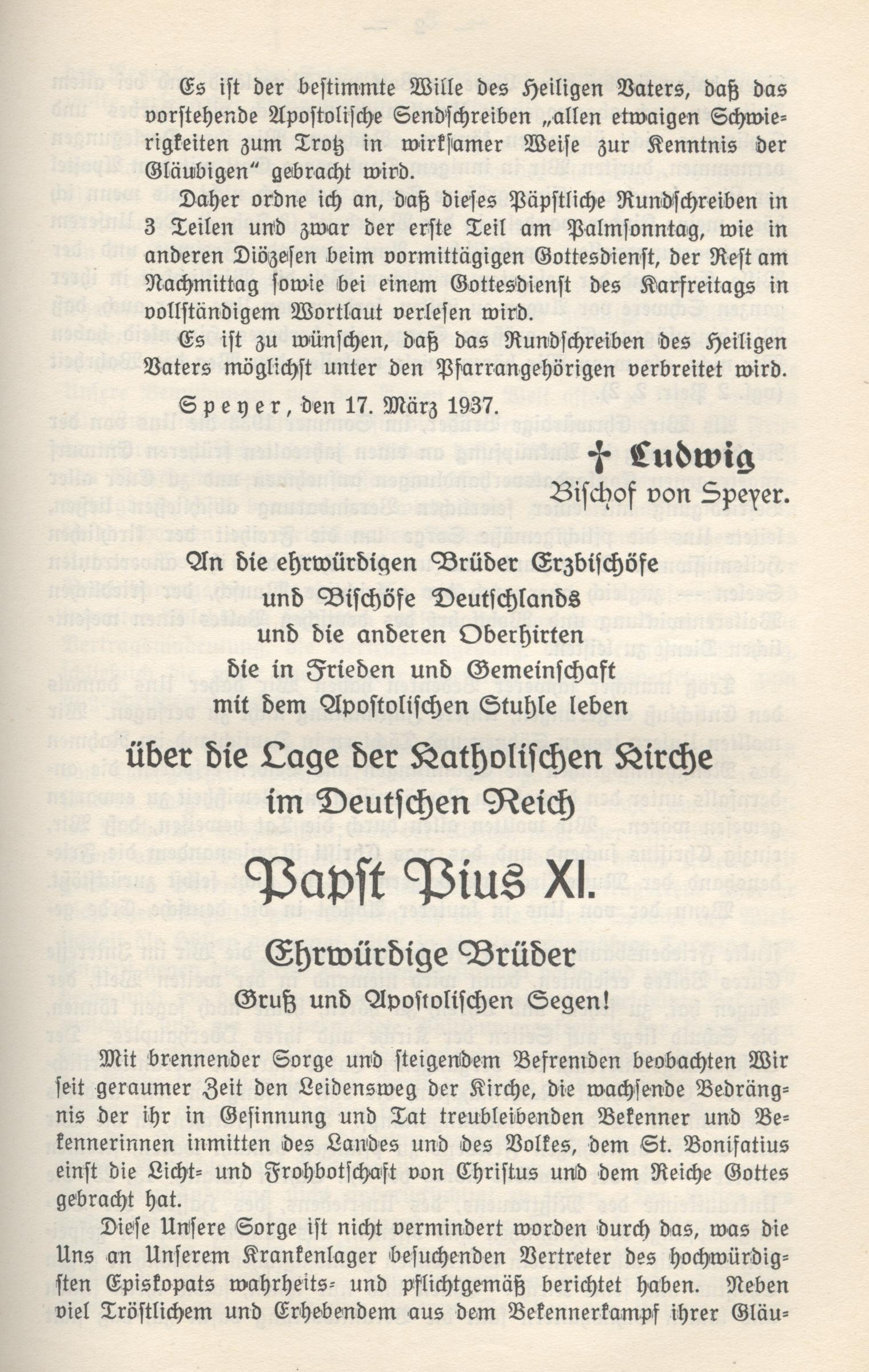
Pierwsza strona encykliki Mit brennender Sorge

Mit brennender Sorge (z niem. „Z palącą troską”) – encyklika papieża Piusa XI dotycząca sytuacji Kościoła w III Rzeszy, krytykująca teologiczne aspekty polityki prowadzonej przez Niemcy rządzone przez Hitlera, nosząca datę 14 marca 1937, w Niemczech odczytana w kościołach w Niedzielę Palmową 21 marca 1937. Inicjatorem napisania encykliki był kardynał Eugenio Pacelli (późniejszy papież Pius XII, a w latach 1917–1929 nuncjusz apostolski w Niemczech, najpierw w Bawarii, potem w Berlinie), który jako Sekretarz Stanu Stolicy Apostolskiej prowadził rozmowy nad podpisaniem konkordatu z III Rzeszą. Jako doskonały znawca spraw niemieckich, świadom zagrożenia pokoju między narodami i naruszania przez hitlerowskie Niemcy postanowień konkordatu, na polecenie Ojca Świętego Piusa XI, poprosił o współpracę kardynała Michaela von Faulhabera nad sporządzeniem dokumentu, który ostatecznie przyjął formę encykliki. Wśród osób przygotowujących tekst encykliki wymienia się również biskupa Münster Klemensa Augusta von Galen, który był jednym z czołowych ludzi Kościoła katolickiego w Niemczech przeciwstawiających się systemowi nazistowskiemu.
Encyklika rozpoczyna się od protestu przeciw naruszeniom konkordatu zawartego w 1933 r. między nazistowskim rządem Niemiec a Stolicą Apostolską. Stawiając serię tez, Pius XI odcina się od nazizmu i potępia jego pogańskie tendencje oraz ideę wyższości rasy i państwa nad nauką Kościoła. Mimo że w całym jej tekście określenie „narodowy socjalizm” nie pada, adresowana do katolików Niemiec encyklika piętnuje nazizm, kwestionując jego konstytutywne cechy: jako bałwochwalstwo potępia „wyniesienie ponad skalę” wartości ludzkich – rasy, narodu, państwa i przedstawicieli władzy państwowej – i „czynienie z nich najwyższej normy wszelkich wartości”; domaga się poddania stanowionego prawa ludzkiego naturalnemu prawu Bożemu. Wzywa niemieckich katolików do oporu wobec hitlerowskiej ideologii.
Encyklikę odczytano wiernym we wszystkich kościołach w Niemczech w dniu 21 marca 1937 r., uprzedzając interwencję policji.

## Spis treści
1. Konkordat z Rzeszą
2. Prawdziwa wiara w Boga.
3. Prawdziwa wiara w Chrystusa
4. Prawdziwa wiara w Kościół
5. Prawdziwa wiara w prymat
6. Unikać przekręcania świętych słów i pojęć
7. Nauka moralna i porządek moralny
8. Uznanie prawa naturalnego
9. Do młodzieży
10. Do kapłanów i osób zakonnych
11. Do wiernych stanu świeckiego
12. Zakończenie

W tych 12 punktach zawiera się 64 podpunkty zakończone podpisem papieża Piusa XI.

## Oceny
Według Eamona Duffy’ego „Wpływ encykliki był niesamowity, gdyż rozwiała ona raz na zawsze podejrzenia dotyczące poparcia przez papieża ruchu faszystowskiego”. Z drugiej strony Gerald Fogarty stwierdził, że „pod koniec encyklika ma lekko pozytywny wydźwięk, a w ogólności tylko pogłębia kryzys”. Amerykański ambasador napisał, że encyklika „niewiele pomogła Kościołowi katolickiemu, natomiast sprowokowała nazistowskie Niemcy do... kontynuacji pośrednich ataków przeciwko kościelnym instytucjom”.
Polski politolog i publicysta narodowo-konserwatywny, profesor Adam Wielomski wylicza 10 podstawowych postulatów i prądów obecnych w ruchu narodowego socjalizmu, które zostają potępione w różnych fragmentach encykliki. Są to:
1. Panteizm i wynikający z niego totalitaryzm
2. Neopogaństwo germańskie
3. Partykularyzm i antyuniwersalizm
4. Patronat nad ruchem Deutsche Christen
5. Marcjonizm
6. Kult jednostki wobec Adolfa Hitlera jako nowego Chrystusa
7. Traktowanie apostazji z Kościoła Katolickiego jako wyrazu lojalności wobec państwa niemieckiego
8. Sekularyzacja
9. Rasizm i nacjonalizm etniczny
10. Negacja grzechu pierworodnego